# 9142 Rhesus
9142 Rhesus eller 5191 T-3 är en trojansk asteroid i Jupiters lagrangepunkt L5. Den upptäcktes 16 oktober 1977 av den nederländsk-amerikanske astronomen Tom Gehrels och det nederländska astronomparet Ingrid van Houten-Groeneveld och Cornelis Johannes van Houten vid Palomar-observatoriet. Den är uppkallad efter Rhesus i den grekiska mytologin.
Asteroiden har en diameter på ungefär 42 kilometer.